# To co nam było
To co nam było – debiutancki album studyjny polskiego zespołu Red Lips, wydany 8 października 2013 przez wytwórnię My Music oraz Sony Music.
Wydawnictwo składa się z trzynastu kompozycji, które powstawały na przestrzeni trzech lat. Większość tekstów na płycie napisała Joanna Czarnecka, a muzykę skomponował głównie Łukasz Lazer. Płytę promowały single: „To co nam było”, „Czarne i białe”, „Zanim odejdziesz”, „Hej Joe!” oraz „Szanta”.
Album znalazł się na 36. miejscu na oficjalnej polskiej liście sprzedaży i został wyróżniony certyfikatem złotej płyty za sprzedaż w nakładzie przekraczającym 15 tysięcy egzemplarzy.
2 grudnia 2014 została wydana reedycja płyty pod nazwą To co nam było (Edycja Specjalna). Wydawnictwo zawiera dwie płyty CD  na pierwszym znajduje się reedycja debiutanckiego albumu. Drugi krążek zawiera pięć kompozycji niepublikowanej wcześniej w wersji akustycznej oraz trzy utwory w wersji studyjnej: „Telefony 2014”, „Hej Joe!” i „Szanta”.

## Lista utworów

### Standardowa
| Nr  | Tytuł                               | Tekst                                               | Muzyka                                              | Czas  |
| --- | ----------------------------------- | --------------------------------------------------- | --------------------------------------------------- | ----- |
| 1.  | „XYZ… (Intro By Lazer)”             |                                                     | Łukasz Lazer                                        | 3:07  |
| 2.  | „To co nam było” (feat. Roch)       | Joanna Czarnecka, Roch Poliszczuk                   | Łukasz Lazer, Joanna Czarnecka                      | 4:21  |
| 3.  | „Czarne i białe” (Radio Edit)       | Joanna Czarnecka                                    | Łukasz Lazer                                        | 3:17  |
| 4.  | „Tarantino”                         | Przemysław Wałczuk                                  | Łukasz Lazer                                        | 3:31  |
| 5.  | „Klatka i smycz”                    | Marzena Zrajkowska                                  | Łukasz Lazer                                        | 4:30  |
| 6.  | „Ej, życie!”                        | Joanna Czarnecka                                    | Łukasz Lazer                                        | 3:27  |
| 7.  | „Instrukcja obsługi”                | Joanna Czarnecka                                    | Łukasz Lazer                                        | 3:10  |
| 8.  | „Ludzie z tektury”                  | Joanna Czarnecka                                    | Łukasz Lazer                                        | 3:13  |
| 9.  | „Nie samym chlebem”                 | Jonanna Czarnecka, Przemysław Wałczuk, Łukasz Lazer | Łukasz Lazer, Przemysław Wałczuk, Jonanna Czarnecka | 3:56  |
| 10. | „To co nam było” (Radio Edit)       | Joanna Czarnecka, Roch Poliszczuk                   | Łukasz Lazer, Joanna Czarnecka                      | 3:44  |
| 11. | „Zanim odejdziesz”                  | Joanna Czarnecka                                    | Łukasz Lazer                                        | 2:51  |
| 12. | „To co nam było” (Spooky Kid Remix) | Joanna Czarnecka, Roch Poliszczuk                   | Łukasz Lazer, Joanna Czarnecka                      | 4:02  |
| 13. | „To co nam było” (Hary Dubstep)     | Joanna Czarnecka, Roch Poliszczuk                   | Łukasz Lazer, Joanna Czarnecka                      | 2:03  |
|     |                                     |                                                     | Całkowita długość:                                  | 45:21 |

### Reedycja
CD 1
| Nr  | Tytuł                               | Tekst                                               | Muzyka                                              | Czas  |
| --- | ----------------------------------- | --------------------------------------------------- | --------------------------------------------------- | ----- |
| 1.  | „XYZ… (Intro By Lazer)”             |                                                     | Łukasz Lazer                                        | 3:07  |
| 2.  | „To co nam było” (Radio Edit)       | Joanna Czarnecka, Roch Poliszczuk                   | Łukasz Lazer, Joanna Czarnecka                      | 3:44  |
| 3.  | „Czarne i białe” (Radio Edit)       | Joanna Czarnecka                                    | Łukasz Lazer                                        | 3:17  |
| 4.  | „Tarantino”                         | Przemysław Wałczuk                                  | Łukasz Lazer                                        | 3:31  |
| 5.  | „Klatka i smycz”                    | Marzena Zrajkowska                                  | Łukasz Lazer                                        | 4:30  |
| 6.  | „Ej, życie!”                        | Joanna Czarnecka                                    | Łukasz Lazer                                        | 3:27  |
| 7.  | „Instrukcja obsługi”                | Joanna Czarnecka                                    | Łukasz Lazer                                        | 3:10  |
| 8.  | „Ludzie z tektury”                  | Joanna Czarnecka                                    | Łukasz Lazer                                        | 3:13  |
| 9.  | „Nie samym chlebem”                 | Jonanna Czarnecka, Przemysław Wałczuk, Łukasz Lazer | Łukasz Lazer, Przemysław Wałczuk, Jonanna Czarnecka | 3:56  |
| 10. | „Zanim odejdziesz”                  | Joanna Czarnecka                                    | Łukasz Lazer                                        | 2:51  |
| 11. | „To co nam było” (Spooky Kid Remix) | Joanna Czarnecka, Roch Poliszczuk                   | Łukasz Lazer, Joanna Czarnecka                      | 4:02  |
| 12. | „To co nam było” (Hary Dubstep)     | Joanna Czarnecka, Roch Poliszczuk                   | Łukasz Lazer, Joanna Czarnecka                      | 2:03  |
|     |                                     |                                                     | Całkowita długość:                                  | 41:00 |

CD 2
| Nr | Tytuł                             | Tekst                                               | Muzyka                                              | Czas  |
| -- | --------------------------------- | --------------------------------------------------- | --------------------------------------------------- | ----- |
| 1. | „Czarne i białe” (Akustycznie)    | Joanna Czarnecka                                    | Łukasz Lazer                                        | 3:34  |
| 2. | „Zanim odejdziesz” (Akustycznie)  | Joanna Czarnecka                                    | Łukasz Lazer                                        | 2:51  |
| 3. | „Tarantino” (Akustycznie)         | Przemysław Wałczuk                                  | Łukasz Lazer                                        | 3:40  |
| 4. | „To co nam było” (Akustycznie)    | Joanna Czarnecka, Roch Poliszczuk                   | Łukasz Lazer, Joanna Czarnecka                      | 4:06  |
| 5. | „Nie samym chlebem” (Akustycznie) | Jonanna Czarnecka, Przemysław Wałczuk, Łukasz Lazer | Łukasz Lazer, Przemysław Wałczuk, Jonanna Czarnecka | 3:41  |
| 6. | „Telefony 2014”                   | Grzegorz Ciechowski                                 | Grzegorz Ciechowski                                 | 3:27  |
| 7. | „Hej Joe!”                        | Roch Poliszczuk, Joanna Czarnecka                   | Łukasz Lazer                                        | 3:10  |
| 8. | „Szanta”                          | Przemysław Wałczuk                                  | Łukasz Lazer                                        | 3:33  |
|    |                                   |                                                     | Całkowita długość:                                  | 28:02 |

## Twórcy
Opracowano na podstawie materiału źródłowego.
- Joanna Czarnecka – wokal prowadzący
- Łukasz Lazer – gitara
- Marcin Romanowski – gitara basowa
- Robert Sopala – perkusja

## Pozycja na liście sprzedaży
| Kraj   | Lista sprzedaży (2013)    | Najwyższa pozycja | Certyfikat  | Sprzedaż |
| ------ | ------------------------- | ----------------- | ----------- | -------- |
| Polska | Oficjalna Lista Sprzedaży | 36                | złota płyta | 15 000+  |